# Tjøme
Tjøme er en norsk ø og var indtil 2018 en økommune i Vestfold og Telemark fylke. I 2018 blev kommunen sammenlagt med Nøtterøy kommune til Færder kommune. Tjøme kommune havde et areal på 38 km² og en befolkning på 4.971 indbyggere (2016). Tjøme ligger helt yderst på vestsiden af Oslofjorden, og i øst og syd går kommunegrænsen mod denne fjord. I vest ligger Tønsbergfjorden og danner grænse til Sandefjord; i nord var der grænse til Nøtterøy i Vrengensundet.
Tjøme kommune bestod af de langstrakte øer Tjøme (12 km lang, 24,5 km²) i nord, Brøtsø (eller Brøtsøy) (1,9 km²) og Hvasser (3,6 km²) i sydøst. Øerne har broforbindelse med hinanden. Derudover er der 475 andre større og mindre øer og holme uden helårsbeboelse, f.eks. Sandø (eller Sandøy) (1,1 km²) og feriekoloniøen Hudø (eller Hui). Længst i syd ligger Tristein-øerne med Færder fyr. Det regnes som Oslofjordens sydlige endepunkt.

## Naturforhold
Landskabet er kuperet; det højeste punkt ifølge Statens Kortværk er Herkelås (80,5 m.o.h.) tæt fulgt af Holtekjæråsen (78,90 m.o.h.).
I samarbejde med Oslofjordens Friluftsråd sikrede Tjøme kommune 4 km² (omtrent 12 % af den daværende kommunes areal) som friarealer. Dette er friluftsområder åbne for alle. Det gælder populære udflugtssteder som Moutmarka, Mostranda og Verdens ende med det karakteristiske vippefyr helt syd på Tjøme, flere fine strande på Hvasser (blandt andet Lilleskagen, Fynsletta og Sydstranda) samt en række øer, for eksempel Ildverket.
Ejendommen Dirhue ved Tjøme centrum har været fredet efter lov om naturværn siden 1940'erne. En stor del af skærgården øst for Tjøme er beskyttet og ligger inden for Ormø-Færder naturværnsområde.

## Historie
Snorri Sturluson fortæller i sine kongesagaer, at kong Sverre Sigurdsson roede gennem Grindholmesundet på nordsiden af Tjøme på jagt efter baglerne i 1201. I 1718 var Tordenskjold i Sandøsund på Hvasser med orlogskibet Lolland. Herfra sejlede han videre til danskekongen med besked om, at den svenske Karl 12. var faldet.
Skibsfart, sælfangst, hvalfangst, og fiskeri gjorde Tjøme mere velstående end de fattige jordbrugsbygder i resten af Vestfold. I 1700-tallet voksede også skibsbyggerierne i øsamfundet, og der opstod efterhånden rederier med sejlskibe. 
Omkring år 1900 var Tjøme i færd med at blive et populært udflugtssted for såkaldte badegæster fra hovedstaden. De logerede hos private, og der blev etableret en række pensionater og hoteller. Andre tilflyttere skaffede sig egne fritidsboliger.
Navnet Tjøme stammer antagelig fra det norrøne Tjúma som kan være afledt fra «taumr», det vil sige tov og hænger måske sammen med øens langstrakte form.
Tjøme var oprindeligt et anneks til Nøtterøy, men blev eget pastorat i 1872. 
Tjøme blev en selvstændig kommune ved indførelse af formandskabsloven i 1837 og fungerede som sådan, indtil den fra nytår 2018 blev en del af Færder kommune.